# Deux Excursions Botaniques
Deux Excursions Botaniques (abreviado Deux Excurs. Bot.) es un libro con ilustraciones y descripciones botánicas que fue escrito conjuntamente por Emilio Levier y Louis François Jules Rodolphe Leresche bajo la guía de Pierre Edmond Boissier. Fue publicado en el año 1880 con el nombre de Deux Excursions Botaniques dans le nord de l'Espagne et le Portugal en 1878 et 1879.
Entre los estudios y descubrimientos de estos primeros exploradores botánicos de los Picos de Europa, destaca la catalogación de la Pimpinella siifolia Leresche.